# Melissa (Dossi)
Melissa  è un dipinto a olio su tela (176x174 cm) di Dosso Dossi, databile al 1522-1524 circa e conservato nella Galleria Borghese di Roma.

## Storia
L'opera proviene da Ferrara, probabilmente inviata dal marchese Bentivoglio a Scipione Borghese, verso il 1607.

## Descrizione e stile
L'opera, a lungo identificata come una Circe, rappresenta più probabilmente la maga buona Melissa, protettrice di Bradamante in vari canti dell'Orlando Furioso, come farebbe pensare il cagnone bonario, interpretato come simbolo di fedeltà. Essa è rappresentata secondo l'iconografia delle sibille, come una fanciulla che scruta in alto un gruppetto di guerrieri ridotti a pupazzi appesi all'albero, probabilmente le vittime dei sortilegi di Alcina, una delle fate cattive nel poema.
La maga è immersa in un paesaggio e vestita di abiti sontuosi, decorati da ricami e broccati, con un turbante dorato. Si trova seduta dentro un cerchio magico, ovvero un territorio delimitato durante la preparazione dell'incantesimo, e, guardando vacuamente verso sinistra, tiene in mano una tavola con simboli arcani da recitare e ricopiare durante il rito e una fiaccola che accende il braciere posato in basso a destra, simbolo di veggenza in quanto attributo della dea Ecate. A sinistra si vedono una lucente corazza, un cane e alcuni volatili, i tipici animali che compaiono al seguito di maghe e incantatrici. Appesi all'albero a sinistra si trovano poi alcuni "omuncoli", forse simbolo di anime imprigionate. Sullo sfondo infine stanno alcuni giovani che omaggiano il gruppo del Concerto campestre di Giorgione e Tiziano.
I colori e le atmosfere venete sono qui arricchite da accenni esotici e virtuosistici, come i vari effetti di consistenza dei materiali, dal metallo alla stoffa pesante. Tipica è anche la ricchezza di suggestioni simboliche e letterarie, talvolta esoteriche, oggi non pienamente rintracciabili.